# Доктор Кнок
„Доктор Кнок“ је југословенски филм из 1964. године. Режирао га је Даниел Марушић, а сценарио је писао Жил Ромен.

## Улоге
| Глумац         | Улога |
| -------------- | ----- |
| Шпиро Губерина |       |
| Божена Краљева |       |
| Дамир Мејовшек |       |
| Звонимир Рогоз |       |
| Звонко Стрмац  |       |